# Huining Fu
Pour les articles homonymes, voir Shangjing.

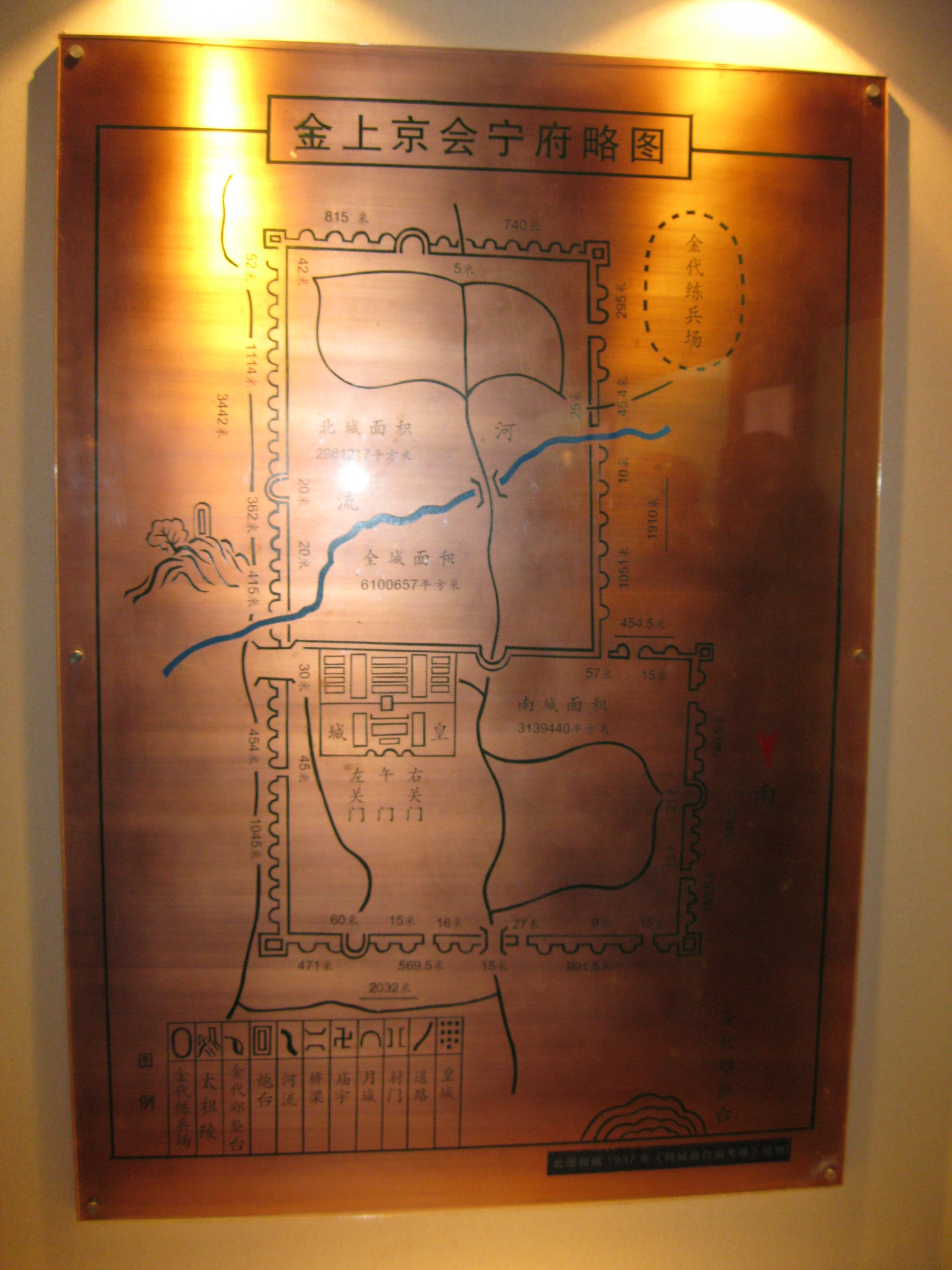
Plan de Huining Fu

Huining Fu (chinois simplifié : 会宁府 ; chinois traditionnel : 會寧府 ; pinyin : Huìníng Fǔ) était une préfecture dans la région d'Acheng en Mandchourie. Elle fut la capitale principale (Shangjing) de la dynastie Jin (1115-1234) entre 1122 et 1234. Les empereurs résidaient cependant à Pékin à partir de 1153.

## Histoire
Durant les premières années de leur empire, les dirigeants Jurchen ont à de nombreuses reprises déplacé les populations chinoises vers leur capitale : Shangjing. C'est dans cette région que le premier empereur Jin, Wanyan Aguda (règne 1115-1123), a réinstallé les populations prisonnières issues de la guerre qu'il menait contre l'empire Liao. Son successeur, Wanyan Wuqimai (règne 1123-1134), a poursuivi cette politique en déplaçant en grand nombre les populations riches et les artisans talentueux venus de Yanjing (Pékin) et de l'ancienne capitale des Song du nord Bianjing (Kaifeng) vers Shangjing. Les récits historiques rapportent qu'à la suite de la chute de Bianjing en 1127, les généraux Jurchen transférèrent à Shangjing (et dans le Nord de la Chine) plusieurs milliers de personnes, dont "environ 470 membres du clan impérial, des érudits et des étudiants de l'académie impériale, des eunuques, des médecins, des artisans, des prostituées, des jardiniers impériaux, des artisans impériaux, des acteurs et actrices, des astronomes, des musiciens...". Un grand nombre de biens de valeur provenant de Bianjing fut également transféré vers la capitale des Jin.
Durant le règne d'Aguda, les palais n'étaient rien de plus que des tentes, mais en 1123 les Jurchen construisirent leurs premiers temples et tombeaux ancestraux (où les empereurs Song prisonniers Huizong et Qizong durent vénérer les ancêtres Jin en 1128). En 1124, le nouvel empereur Wuqimai, ordonna à l'architecte Chinois Lu Yanlun de bâtir une nouvelle ville sur un plan uniforme. Le plan de Shangjing copiait celui des grandes villes chinoises, en particulier celui de Bianjing (Kaifeng), bien que la capitale des Jin était bien plus petite que son homologue chez les Song du nord.
La capitale fut transférée à Yanjing (l'actuel Pékin) en 1153 par Wanyan Liang, le quatrième empereur de la dynastie. Yanjing occupait une position plus centrale au sein de l'empire Jin et il était plus facile de la ravitailler en nourriture. Liang aurait d'ailleurs reçu l'assentiment de ses officiels pour ce transfert et celui-ci, pour prouver son intention de devenir le dirigeant d'un empire chinois, fit détruire les palais de son ancienne capitale en 1157.
Bien que Yanjing (l'actuel Pékin) et plus tard Bianjing (l'actuel Kaifeng) furent les principales capitales des Jin, Shangjing continua parfois de jouer un rôle majeur au sein de l'empire. Le successeur de Wanyan Liang, Wanyan Yong (l'empereur Shizong) qui s'efforça de redonner vie à la langue Jurchen et à sa culture, passa une année entière à Shangjing en 1184-85 où il apprécia les joies de la chasse, des danses traditionnelles et où il pouvait parler en Jurchen.

## Époque actuelle

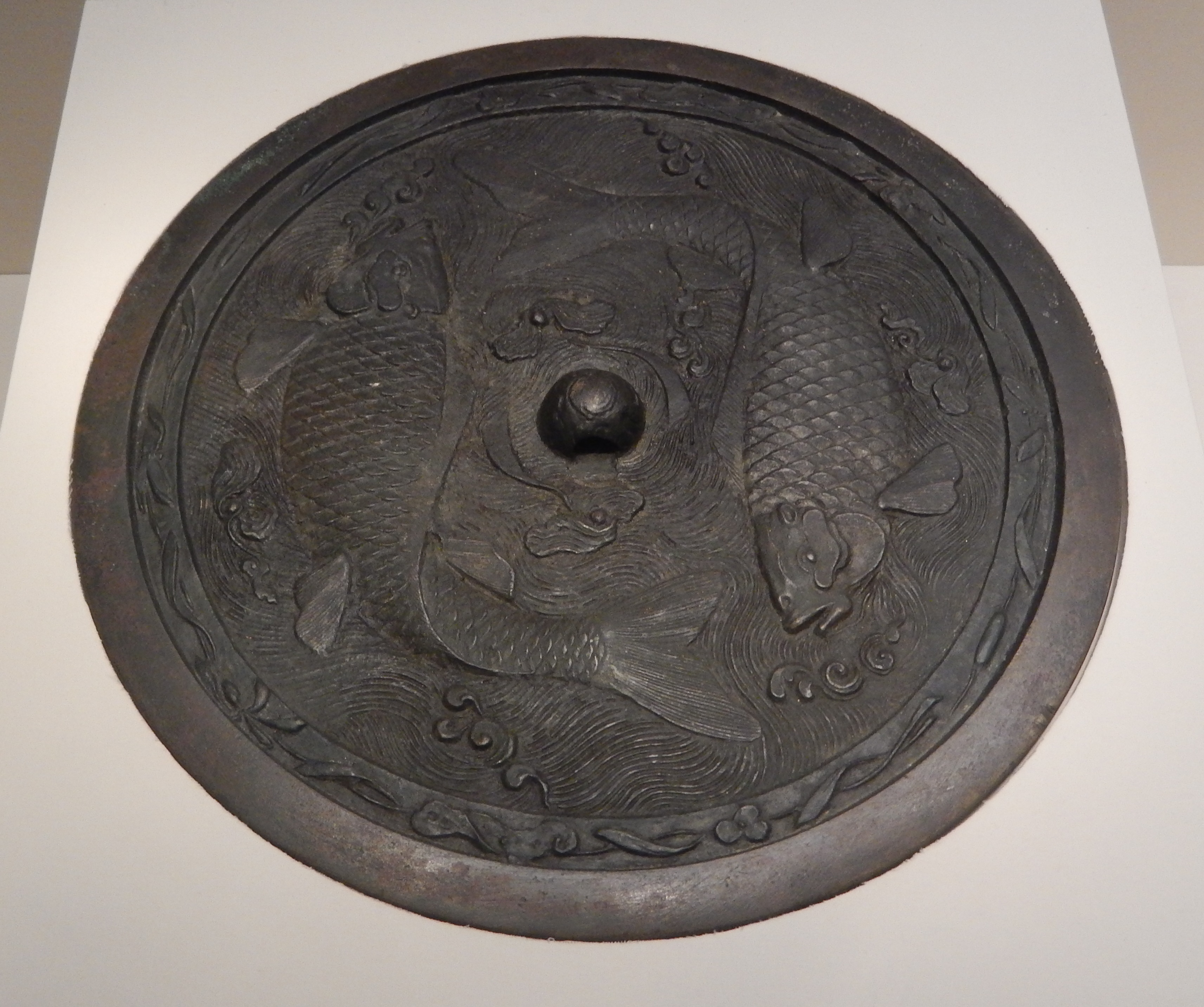
Miroir aux deux poissons retrouvé à Acheng en 1964. C'est le plus grand miroir d'époque Jin jamais découvert. Musée national de Chine

Les ruines de la ville furent découvertes et on procéda à leur fouille à environ 2 km du centre urbain de l'actuelle ville d'Acheng dans la province du Heilongjiang en République populaire de Chine. Le site de ces fouilles est une réserve historique nationale et comprend un musée ouvert au public qui a été rénové fin 2005. Un grand nombre d'objets découverts lors de ces fouilles est exposé non loin de là, à Harbin.

## Sources
- Jing-shen Tao, The Jurchen in Twelfth-Century China, University of Washington Press, 1976,  (ISBN 0-295-95514-7).